# 제닉 (기업)
제닉(Genic Co. Ltd.)은 대한민국의 화장품 기업이다. 본사는 경기도 성남시 분당구 판교로 255번길 34 3층에 위치해 있으며 대표이사는 허남이다.

## 투자
2024년 운영자금 확보를 위한 최대주주인 솔브레인홀딩스을 대상으로 30억원 규모(주당 3,097원)의 3자배정 유상증자를 하였다.

## 상장
2011년 8월 3일 주관사를 교보증권으로 공모가 22,000원에 상장하였다.

## 참고 문헌
1. ↑  제닉 "기초·에센스마스크류가 실적 발목 잡네", 화장품신문, 2023년 8월 29일
2. ↑  박순엽, 제닉, 지난해 영업손실 40억원…적자 폭 확대, 이데일리, 2024년 2월 2일
3. ↑  제닉, 진켐과 최신 바이오 기술융합 공동연구 '스킨케어' 시장 진출, 코신코리아, 2022년 4월 13일
4. ↑  김소연, 제닉, 30억원 규모 3자배정 유상증자 결정, 이데일리, 2024년 7월 5일
5. ↑  이성민, (주)제닉 코스닥 신규 상장, 한국경제, 2011.08.02